# Мигель-Аумада
Мигель-Аума́да (исп. Miguel Ahumada) — город в Мексике, штат Чиуауа, входит в состав муниципалитета Аумада и является его административным центром. Численность населения, по данным переписи 2010 года, составила 8575 человек.

## Общие сведения
Название Miguel Ahumada дано в честь губернатора Мигеля Аумады.
Поселение было основано в 1874 году под названием Лабор-де-Магдалена. В 1882 году через поселение была проложена железная дорога, что привело к значительному экономическому росту. В 1894 году был образован муниципалитет Аумада, а поселение стало его административным центром и переименовано в Вилья-Аумада.
В 1916 году поселение было переименовано в Вилья-Гонсалес, в честь губернатора Абрахама Гонсалеса, но жители были с этим не согласны, и 12 мая 1923 года вернулось название Вилья-Аумада.
В 1995 году поселению был присвоен статус города, а название изменено на Мигель-Аумада.